# Nemesis (román, Star Trek)
Nemesis je název knihy, která patří k literatuře žánru science-fiction z fiktivního světa Star Trek. Svými postavami i dějem náleží volně k televiznímu seriálu Star Trek: Nová generace a je přepisem filmu Star Trek: Nemesis. Originál knihy, z něhož byl pořízen český překlad, má anglický název Nemesis a pochází z roku 2002. Napsala ji americká autorka pod pseudonymem J. M. Dillard.

## Poděkování
Po názvem Poděkování je v knize úvodní kapitola, která je poděkováním autorky těm, kteří ji pomohli. Scenáristovi filmu ST Nemesis Johnu Loganovi, redaktorce Margaret Vladkové, dále Michaelu Loudovi, Paule Blockové. Kapitola je datována v dubnu 2002.

## Úvod
Druhou kapitolou před vlastním románem je rozsáhlý úvod psaný Johnem Lohanem, který popisuje svůj vztah k úvodnímu seriálu ST, zapojení k hnutí Trekkies i tvorbě filmu Nemesis.

## Obsah vlastního příběhu
Obecně ve všech příbězích Star Trek – Nová generace je kosmická loď Enterprise NCC 1701-E, cestující vesmírem v 24. století. Na její palubě žije tisíc lidí. Kapitánem lodi je Jean-Luc Picard, pomáhají mu na velitelském můstku první důstojník William Riker, android Dat, lodní poradkyně Deanna Troi, slepý poručík šéfinženýr Georgi La Forge, šéf bezpečnosti Worf z Klingonu.
Příběh začíná krátce po svatbě Rikera s Deannou Troi, které Picard chce dopravit na Zem k jejich líbánkám. Let má být jejich posledním na Enterprise, protože Riker dostal jmenování velet jiné lodi a loučí se s lodí i další stálí členové posádky – Deanna či Beverly Crusherová se synem. Poslední let však naruší naléhavý příkaz ze Země, aby se loď se svou posádku dostala do centra Romulanského impéria, která projevila zájem o dohodu, vedoucí ke zrušení nepřátelských vztahů s Federací.
Nabídka nebyla míněna upřímně, čeká je klon kapitána Picarda jménem Shinzon, který se stal vůdcem Rémanů i Romulanů a rozhodl se úskokem Zemi zničit. Je mocným telepatem, což prokáže na loži Deanny Troi, je však postižen při klonování velmi rychlým procesem stárnutí.
Je podporován na své remanské lodi Scimitaru hrozivým remanským místokrálem.
Dochází k souboji Enterprise s daleko silnějším Scimitarem. Neočekávaně se na stranu Enterprise přidají romulanské válečné lodě, protože Romulus pochopil, že skutečnou pohnutkou Shinzona je zničit jak lidstvo, tak i Romulus. Scimitar je však likviduje a postupně ničí i Enterprise. Picard se rozhodne Zemi zachránit sebeobětováním, svou lodí narazí do Scimitaru, dochází k sérii osobních soubojů mezi členy posádek a nakonec situaci vyřeší sebeobětováním a zničením Scimitaru android Dat.
Předtím se v příběhu objeví na pouštní planetě nalezený Datův daleko méně vyvinutý dvojník B-4, který byl naprogramován Rémany, pak jej Dat přeprogramoval, aby neškodil a možná jednou převzal jeho roli.
Po tomto souboji odchází definitivně Riker a Deanna Troi z Enterprise, loď je opravena a Pikard s ní odlétá za novými úkoly. Mezi lidstvem (Hvězdnou federací) a Romulusem začínají usmiřující jednání.

## Dodatek knihy
Pod názvem První pohled na Star Trek Nemesis je zde celá řada statí, týkajících se natáčení a produkce filmu, doplněná řadou fotografií herců a záběrů z filmu.

## České vydání knihy
Do češtiny knihu přeložil Radim Rouče a vydalo ji roku 2003 nakladatelství Laser-books z Plzně . Oproti knižní řadě Star Trek Nová generace kniha vyšla jako brožovaná ve větším formátu s tmavou obálkou, na titulní straně mimo titulek doplněná siluetou a portrétem Picarda. V edici SF Laseru je svazkem č.136.